# ハピライン福井
もしかして
- ハピラインふくい

ではありませんか？